# Daptus
Daptus — род жужелиц из подсемейства Harpalinae.

## Описание
Лоб над основанием усиков с резким зубцом. Усики короткие почти чётковидные. Передние лапки самцов простые.

## Систематика
В составе рода:
- Daptus afghanistanus Jedlicka, 1965
- Daptus komarowi Semenov, 1889
- Daptus pictus Fischer von Waldheim, 1823
- Daptus acutus Reitter, 1893
- Daptus vittatus Fischer von Waldheim, 1823